# Čarodějův učeň (Preussler)
Čarodějův učeň (německy Krabat) je název knihy pro děti od Otfrieda Preußlera, která poprvé vyšla v roce 1971 v Německu. V češtině kniha naposledy vyšla roku 2003 v překladu Radovana Charváta v nakladatelství Argo. Tato v pořadí třetí adaptace lužickosrbské legendy je v Česku známa především díky filmu režiséra Karla Zemana.

## Děj
Tématy knihy jsou černá magie, dobro a zlo, láska a smrt. Příběh čtrnáctiletého chlapce Krabata se odehrává v druhé polovině 17. století v Lužici. Krabata jeho nuzné životní podmínky (a sen) přivedou do Černého mlýna, kde se stává pomocníkem vedle jedenácti dalších chlapců. Brzy si udělá z ostatních pomocníků přátele a po třech měsících se začíná učit černou magii. Krabat stále více chápe, že na mlýně není vůbec nic obyčejného. Nikdo nepřiváží obilí a jediným návštěvníkem je jeden tajemný muž (nikdo jiný než sám Satan).
Krabatův Mistr a ďábel mají úmluvu: na každý Nový rok o půlnoci je zkouška jednoho z nejstarších z chlapců s Mistrem (Mistr má podmíněnou nesmrtelnost jen díky smrti neúspěšných) o to, kdo zvládá černou magii na mistrovské úrovni. Ten, kdo ve zkoušce přežije se stává Mistrem. Většina chlapců po dlouhou dobu ve zkoušce prohrává a tedy i zemře. Mistr tedy musí každý rok obhájit svoji pozici a za zemřelého najít nového učně, jinak mlýn přestane mlít a takový Mistr by propadl smrti a peklu.
V prvním roce je to Krabatův nejlepší přítel Tonda a Krabat brzy zjišťuje, že jeho smrt nebyla nehoda. Příští rok zemře další z přátel, Michal. Krabat se chce za oba pomstít a učí se magii rychleji, aby mohl s Mistrem bojovat. Dívka (jejíž jméno se nedozvíme) z blízké vesnice Schwarzkollm (v českém překladu Černý Chlum) má šanci zachránit Krabata před smrtí. Někdo totiž na Nový rok zemřít musí.

## O knize

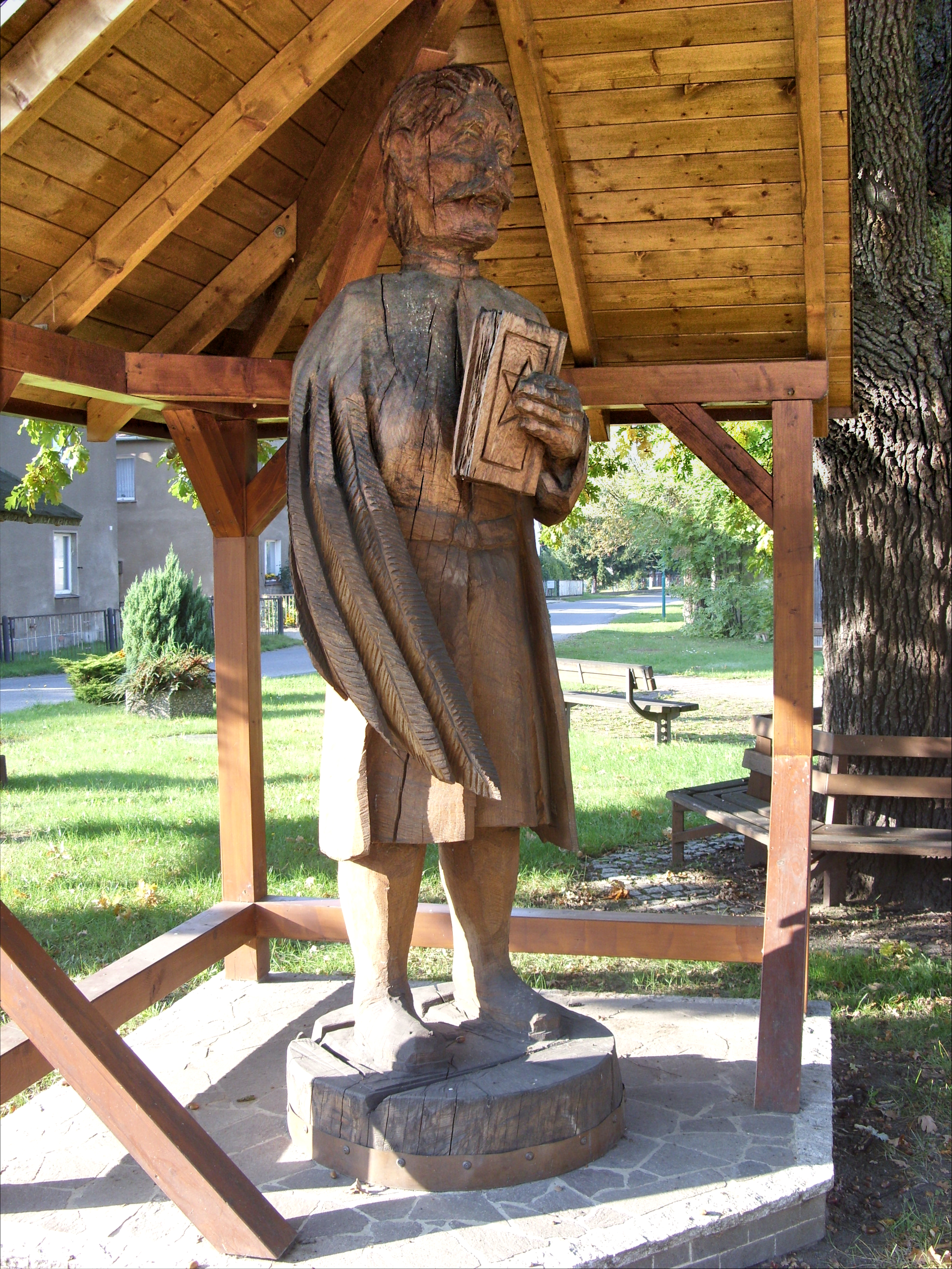
Dřevěná socha Krabata v obci Groß Särchen (hornolužicky Wulke Ždźary)

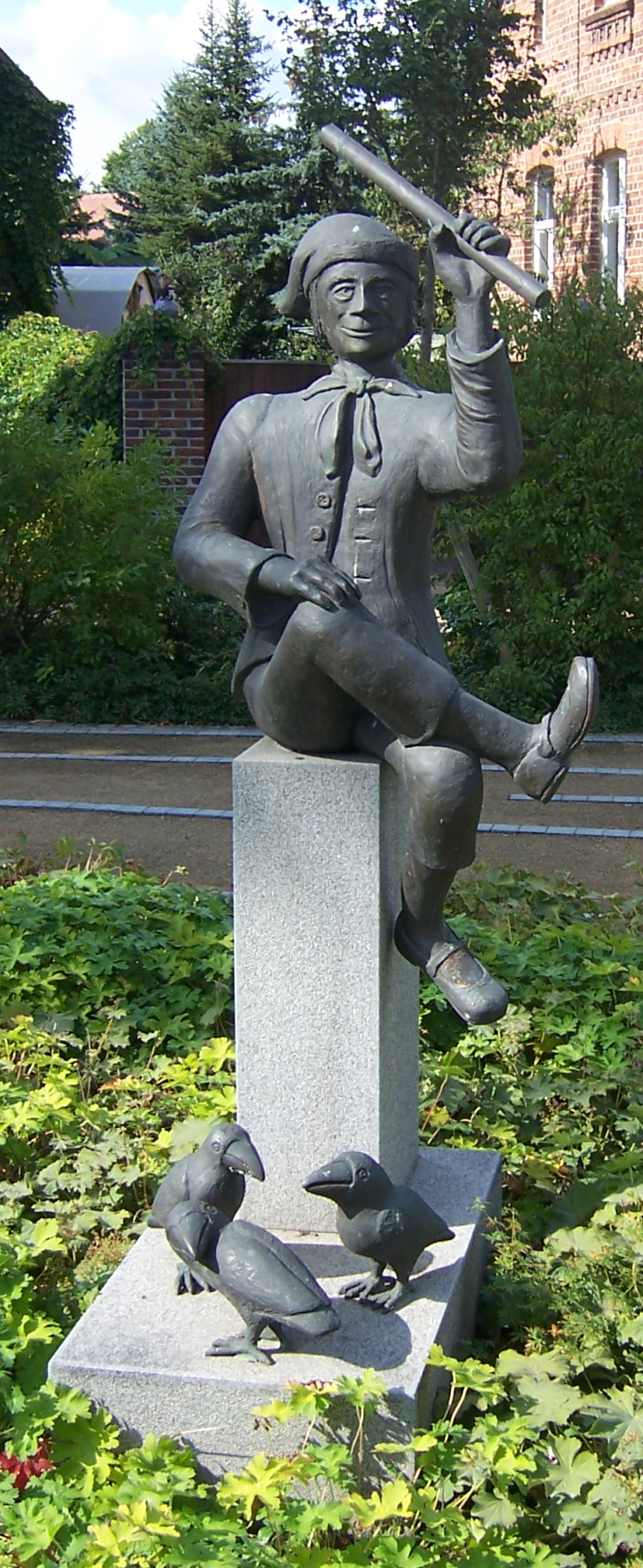
Socha Krabata v obci Schwarzkollm (hornolužicky Čorny Chołmc)

Postavy v knize jsou většinou rozděleny na dobré (Krabat a většina jeho přátel) a zlé (Mistr, ďábel, učedník Lyško), ale někteří pomocníci ve mlýně prostě dělají svou práci a nepřijde jim na mysl postavit se Mistrovi. V knize jsou i kapitoly nerozvíjející příběh, jen ukazují užitečnost magie a i realitu místa a doby. Preußler totiž vyniká realistickou popisností a vytříbeným stylem. Za Čarodějova učně také získal řadu ocenění.
Asi nejsilnějším tématem knihy je očistná síla lásky a důležitost přátelství.
Otfried Preußler, německý spisovatel a rodák z Liberce, se inspiroval lužickosrbskými pověstmi o chlapci Krabatovi (Krawatovi, Chorvatovi) z přelomu 17. a 18. století, téma boje učedníka proti mistrovi je ale daleko starší.

## Adaptace
Kniha se stala v roce 1977 inspirací Karlu Zemanovi ke stejnojmennému animovanému filmu. V říjnu 2008 přišla do kin první hraná verze (režie Marco Kreuzpaintner).
Vznikl také muzikál Krabat (1982, autorem rakouský skladatel Cesar Bresgen) a balet. V Národním divadle v Mannheimu se v rámci „Junge Oper“ objevila v květnu 2007 opera od Fredrika Zellerse.
Český rozhlas v roce 2004 natočil na motivy knihy rozhlasovou hru v režii Aleše Vrzáka a s hudbou Petra Mandela. Příběh pro rozhlas adaptovala Václava Ledvinková.
Český divadelní soubor Nepřijatelní v září 2009 v německé Lužici a 2. října v Praze uvedl Čarodějova učně jako hororovou performanci.
V sezoně 2012/2013 připravuje balet Národního divadla v Praze baletní představení Čarodějův učeň/Krabat v autorské režii dvojice SKUTR v choreografii Jana Kodeta.

## Další díla, ve kterých vystupuje Krabat
Krabat je častým tématem lužickosrbských spisovatelů. Literárně jej zpracoval Měrćin Nowak-Njechorński (1954 – Mišter Krabat, vyšlo česky jako Čaroděj Krabat) a Jurij Brězan (1968 – Potajnstwo čorneho młyna, č. Čarodějný mlýn; 1976 – Krabat, č. Krabat; 1993 – Krabat, druha kniha).
V roce 2001 vyšla počítačová hra typu adventura s názvem Krabat je so nawróćił.
Německá metalová skupina ASP v roce 2008 vydala album Zaubererbruder – Der Krabat-Liederzyklus.

## Odraz v kultuře
Podle postavy Krabata si své jméno v 80. letech 20. století zvolila náchodská skupina Krabat a moravská deathmetalová kapela Krabathor.
V osmdesátých letech 20. století také vystupovala brněnská rocková kapela KRABAT rock Brno, která od roku 2019 znovu vystupuje.